# Naked Music
Naked Music is een dance-music-platenlabel met thuisbases in San Francisco en New York.
Het is bekend om zijn deep house en downtempo. Naked Music begon in 1992 toen de stichters Dave Boonshoft en Jay Denes successen scoorden bij de labels Wave Music van François Kevorkian en XL Recordings. Er volgde een rist opgemerkte remixes van Sade, Kelis, Maxwell en Britney Spears. Blue Six is de alias van muziekproducent Jay Denes. Diens debuutalbum Beautiful Tomorrow, was een mix van deep house, soulful pop, en smooth jazz. In 1998 werd het productiehuis een echt platenlabel.

## Artiesten
- Lisa Shaw
- Blue Six (aka Jay Denes)
- Gaelle
- Aya (aka Lysa Aya Trenier)
- Aquanote
- Eric Stamile
- Miguel Migs

## Discografie
- Nude Dimensions Vol. 1 (1999)
- Midnight Snack (Naked Music) (2000)
- Carte Blanche Vol. 1 (2000)
- Bare Essentials Vol. 1 (2000)
- Nude Dimensions Vol. 2 (2000)
- Carte Blanche Vol. 2 (2000)
- Nude Dimensions Vol. 3 (2001)
- Beautiful Tomorrow - Blue Six (2002)
- Nude Tempo One - Miguel Migs (2002)
- Carte Blanche Vol. 3 (2002)
- The Pearl (Aquanote album) - Aquanote (2002)
- Colorful You - Miguel Migs (2002)
- Bare Essentials Vol. 2 (2003)
- Lost On Arrival (2003)
- Strange Flower - Lysa Aya Trenier (2004)
- Transient  - Gaelle Adisson (2004)
- Cherry  - Lisa Shaw (2005)
- Aquarian Angel - Blue Six (2007)